# Heimfall
Der Heimfall ist der rechtsgeschäftliche oder kraft Gesetzes eintretende Übergang eines Rechtes auf den ursprünglichen Rechtsinhaber. Im geltenden deutschen Recht finden sich gesetzliche Regelungen des Heimfalls im Bereich des Erbbaurechts und des Stiftungsrechts. Unter der Bezeichnung Rechterückfall hat der Heimfall auch im Bereich des Urheberrechts Bedeutung.

## Geschichte
Rechtshistorisch tritt der Heimfall (mhd. anval, totval; lateinisch apertura bzw. ius aperturae; teilweise auch Kadukrecht, Kaduzierungsrecht, Kaduzitätsrecht) in verschiedenen Zusammenhängen auf. Die bekannteste Variante dürfte sich im mittelalterlichen Lehnsrecht finden. So fällt das Lehen an den Lehnsherren zurück, wenn bei einem persönlichen Lehen der Lehnsmann stirbt bzw. bei einem erblichen Lehen der Lehnsmann ohne Erben stirbt. Heimfallrechte konnten auch Dorf- oder Markgenossenschaften zustehen, wenn der Eigentümer eines im Markenverband stehenden Grundstücks starb und kein naher Blutsverwandter vorhanden war. Schließlich konnte auch ein Heimfallrecht des Königs oder des Fiskus bestehen, wenn sich bezüglich eines Nachlasses innerhalb einer bestimmten Frist (häufig 30 Tage) kein Erbe fand.

## Heimfall im Zivilrecht

### Deutschland
Ausdrücklich geregelt ist der Heimfall im Gesetz über das Erbbaurecht (ErbbauRG), im Wesentlichen in den §§ 2–4, 32–33 ErbbauRG. Heimfall bedeutet dort die Rückübertragung eines Erbbaurechts auf den Grundstückseigentümer vor Ablauf der vereinbarten Laufzeit des Erbbauvertrags. Gründe für den Heimfall können z. B. Insolvenz des Erbbauberechtigten und daraus folgende Unfähigkeit zur Zahlung des Erbbauzinses oder Verstöße gegen seine Verpflichtungen aus dem Erbbauvertrag sein.
Die ordentliche Beendigung des Erbbaurechts am Ende der Laufzeit des Erbbauvertrages bezeichnet man im Gegensatz zum Heimfall mit Zeitablauf. Sowohl beim Heimfall als auch beim regulären Zeitablauf wird das Erbbaugrundbuch von Amts wegen geschlossen. Dadurch wird die durch das Erbbaurecht bewirkte rechtliche Trennung von Boden und Gebäude wieder aufgehoben, das Gebäude wird wieder wesentlicher Bestandteil des Grundstücks.
Das Noterbrecht des Staates gemäß  § 1936 BGB beruht nicht auf dem Heimfallsrecht des deutschen mittelalterlichen Rechts, vielmehr hat es seine Wurzeln im Gemeinen Recht. Im Bereich des Stiftungsrechts enthalten Stiftungsgesetze öffentlicher Stiftungen für den Fall der Auflösung der Stiftung Regelungen über den Heimfall des Stiftungsvermögens an den Staat. Für privatrechtliche Stiftungen regelt § 88 BGB den Vermögensanfall und ordnet – vergleichbar zu § 1936 BGB – die Anfallberechtigung des Fiskus an, soweit kein Anfallberechtigter benannt ist.

### Schweiz
Das Schweizer Zivilgesetzbuch kennt beispielsweise den Heimfall des Baurechts gemäß Art. 779 ff. ZGB. Der Eigentümer eines Grundstücks kann einem Dritten an seinem Grundstück das Recht einräumen, „auf oder unter der Bodenfläche ein Bauwerk zu errichten oder beizubehalten“. Heimfall an den Grundstückseigentümer kann in mehreren Fällen eintreten: Mit Ablauf des Baurechts (Art. 779c ZGB) oder durch vorzeitige Rückforderung bei grober Pflicht- oder Vertragsverletzung des Inhabers der Dienstbarkeit (Art. 779f ZGB).

## Heimfall im Urheberrecht
Im deutschen Urheberrecht wird von der herrschenden Meinung angenommen, dass eingeräumte Nutzungsrechte bei Unwirksamkeit oder Beendigung des Verpflichtungsgeschäfts automatisch an den Urheber zurückfallen (Rechterückfall). Insoweit soll also das ansonsten geltende Abstraktionsprinzip, demzufolge das Schicksal des Verfügungsgeschäfts von demjenigen des Verpflichtungsgeschäfts unabhängig ist, nicht gelten. Im Jahr 2009 hat der BGH jedoch entschieden, dass ein sogenanntes „Enkelrecht“, also ein abgeleitetes, einfaches Nutzungsrecht, auch nach Rückruf des Stammrechts durch den Urheber fortbestehen kann (BGHZ 180, 344 – „Reifen Progressiv“).
Das US-amerikanische Urheberrecht sieht seit der Copyright Act von 1976 ein Kündigungsrecht (termination) des Urhebers bzw. dessen Erben vor; die Ausübung des Kündigungsrechts führt zum Heimfall (reversion) der übertragenen Rechte.

## Heimfall im öffentlichen Recht

### Schweiz
Der Heimfall von Anlagen bzw. Anlageteilen, die ein Konzessionär von Nutzungsrechten errichtet hat, an den jeweiligen Kanton oder die jeweilige Gemeinde ist im Schweizer Wasserrechtsgesetz geregelt, wobei dem Bundesgesetz die Bestimmungen der kantonalen Konzessionen vorgehen. Hinsichtlich bestimmter Anlagenteile („nasser – hydraulischer – Teil“) ist der Heimfall unentgeltlich; Anlagen, die dem „trockenen – elektromechanischen – Teil“ zuzurechnen sind, können gegen Entschädigung übernommen werden. Grundsätzlich gibt es bei Konzessionsende die Möglichkeit der Selbstnutzung, des Fremdbetriebs und der Beteiligung, wobei die letzten beiden Modelle meist in einer Mischform praktiziert werden und eine ordentliche oder vorgezogene Neukonzessionierung bedingen.
Der Konzessionär ist verpflichtet, die dem Heimfall unterliegenden Anlagen betriebsfähig zu halten. Das Gesetz will damit erreichen, dass bei nahendem Auslaufen der Konzession der Unternehmer es unterlässt, die Anlagen ausreichend funktionsfähig zu erhalten. Das Gesetz selbst legt dabei keine genauen Bedingungen fest, sodass der Staat bestimmte Unterhaltspflichten nur durchsetzen kann, wenn dementsprechende Pflichten im Rahmen der Konzession festgelegt sind. Sanktionsmöglichkeiten beschränken sich auf den Widerruf der Verleihung. Die Erfüllung finanzieller Schadensersätze

### Historisch
Im Feudalismus konnte das Lehnsverhältnis durch Heimfall an den Lehnsherrn erlöschen.
Das Recht der Staatsverwaltung oder einer anderen öffentlichen Körperschaft, Privateisenbahnen nach Ablauf der Konzessionsdauer ohne Entgelt oder gegen ein nur einzelne Teile der Bahn umfassendes Entgelt in das Eigentum zu übernehmen, bezeichnete man im 19. Jahrhundert als Heimfall.